# 1505.
◄ | 15. stoljeće | 16. stoljeće | 17. stoljeće | ►
◄ | 1470-ih | 1480-ih | 1490-ih | 1500-ih | 1510-ih | 1520-ih | 1530-ih | ►
◄◄ | ◄ | 1502. | 1503. | 1504. | 1505. | 1506. | 1507. | 1508. | ► | ►►
Arhitektura • Astronomija • Glazba • Kazalište • Kiparstvo • Knjige • Književnost • Kršćanstvo • Medicina • Politika • Pravo • Promet • Slikarstvo • Znanost
1505. je bila godina prema gregorijanskom kalendaru koja nije bila prijestupna, a započela je u srijedu.

## Događaji
- 24. srpnja – na putu u Indiju, portugalski istraživači pljačkaju grad državu Kilwa u istočnoj Africi i ubijaju kralja.
- nakon Kilwe, Portugalci napadaju Mombasu.
- Vasilije III. nasljeđuje Ivana III. kao veliki knez Moskve.
- Arapi dolaze do Komora.
- početak vladavine Alfonza I. (Nzinga Mbemba) kršćanskog kralja Konga.
- Lobsang Dondrup postaje treći pančen-lama.
- Portugalci dolaze do Cejlona.
- Tatari zauzimaju Kazan.

## Rođenja
- 30. siječnja – Thomas Tallis, engleski skladatelj (umro 1585.).
- 5. veljače – Gilg Tschudi, švicarski povjesničar (umro 1572.).
- Şahğäli, kazanski kan (umro 1567.).
- vjerojatno – Mehmed-paša Sokolović, osmanski vojskovođa (umro 1579.).

## Smrti
- 20. veljače – Arvid Trolle, švedski političar (rođen oko 1440.).
- 8. lipnja – Hongzhi, kineski car iz dinastije Ming (rođen 1470.).
- 15. lipnja –  Ercole I. d'Este, vojvoda Ferrare (rođen 1431.).
- srpanj – Jacob Obrecht, flamanski skladatelj (rođen 1457.).
- 27. listopada – Ivan III. Veliki, veliki knez Moskve (rođen 1440.).

## Vanjske poveznice
|  | Zajednički poslužitelj ima još gradiva o temi 1505. |